# Gallegos (fiume)
Il Gallegos è un fiume argentino che scorre nella Provincia di Santa Cruz. Nasce dalla confluenza del Río Rubens con il Río Penitente e sfocia nell'Oceano Atlantico presso la città di Río Gallegos, dopo un percorso di 180 km. 
Dato che il suo bacino raggiunge solo i margini delle Ande, è definito un "fiume sub-andino".
Le informazioni sul luogo ove esso si forma realmente sono contraddittorie. Secondo una fonte esso si forma alla confluenza del Río Rubens con il Río Penitente. Secondo un'altra fonte il Río Rubens è proprio un affluente del Río Penitente e il fiume Gallegos ha origine più oltre, a valle, alla confluenza dei fiumi Penitente e Turbio. Esso termina il suo percorso sfociando nell'Oceano Atlantico.
Nel tratto orientale del suo percorso, dopo aver attraversato un ampio canyon ghiacciato, incontra gli affluenti Turbio, Cóndor e Zurdo. Nonostante ciò, la corrente del fiume può risultare fortemente ridotta durante la stagione secca.
Il fiume, così denominato da Blasco Gallegos, uno dei piloti della spedizione di Ferdinando Magellano del 1520, è popolare per la pesca alla trota scura, specialmente da parte dei turisti.
Parte del bacino di drenaggio del fiume si trova nella regione di Magellano e dell'Antartide Cilena.